# Motru
Motru – miasto w Rumunii, w okręgu Gorj. Liczy 27 tys. mieszkańców (2006).

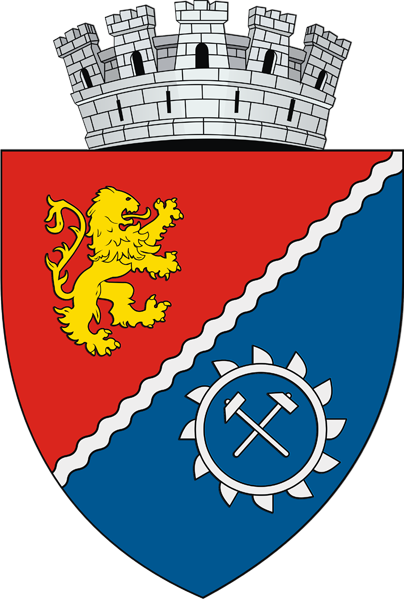
Herb miasta Motru